# GPRC5A
G protein spregnuti receptor, familija C, grupa 5, član A je protein koji je kod ljudi kodiran GPRC5A genom.
Ovaj protein pripada familiji tipa 3 G protein spregnutih receptora, koja ima karakteristični 7-transmembranski domen. On potencijalno učestvuje u interakciji između retinoidne kiseline i G protein signalnih puteva. Retinoinska kiselina ima kritičnu ulogu u razvoju, ćelijskom rastu, i diferencijaciji. Ovaj gen potencijalno učestvuje u embrionskom razvoju i diferencijaciji epitelnih ćelija.

## Literatura
- Cafferata EG, Gonzalez-Guerrico AM, Pivetta OH, Santa-Coloma TA (1997). „Identification by differential display of a mRNA specifically induced by 12-O-tetradecanoylphorbol-13-acetate (TPA) in T84 human colon carcinoma cells”. Cell. Mol. Biol. (Noisy-le-grand). 42 (5): 797—804. PMID 8832110.
- Bräuner-Osborne H, Krogsgaard-Larsen P (2000). „Sequence and expression pattern of a novel human orphan G-protein-coupled receptor, GPRC5B, a family C receptor with a short amino-terminal domain”. Genomics. 65 (2): 121—8. PMID 10783259. doi:10.1006/geno.2000.6164.
- Robbins MJ; Michalovich D; Hill J;  . (2001). „Molecular cloning and characterization of two novel retinoic acid-inducible orphan G-protein-coupled receptors (GPRC5B and GPRC5C)”. Genomics. 67 (1): 8—18. PMID 10945465. doi:10.1006/geno.2000.6226.
- Strausberg RL; Feingold EA; Grouse LH;  . (2003). „Generation and initial analysis of more than 15,000 full-length human and mouse cDNA sequences”. Proc. Natl. Acad. Sci. U.S.A. 99 (26): 16899—903. PMC 139241 . PMID 12477932. doi:10.1073/pnas.242603899.
- Ota T; Suzuki Y; Nishikawa T;  . (2004). „Complete sequencing and characterization of 21,243 full-length human cDNAs”. Nat. Genet. 36 (1): 40—5. PMID 14702039. doi:10.1038/ng1285.
- Tao Q, Cheng Y, Clifford J, Lotan R (2004). „Characterization of the murine orphan G-protein-coupled receptor gene Rai3 and its regulation by retinoic acid”. Genomics. 83 (2): 270—80. PMID 14706456. doi:10.1016/S0888-7543(03)00237-4.
- Gerhard DS; Wagner L; Feingold EA;  . (2004). „The Status, Quality, and Expansion of the NIH Full-Length cDNA Project: The Mammalian Gene Collection (MGC)”. Genome Res. 14 (10B): 2121—7. PMC 528928 . PMID 15489334. doi:10.1101/gr.2596504.
- Wu Q; Ding W; Mirza A;  . (2005). „Integrative genomics revealed RAI3 is a cell growth-promoting gene and a novel P53 transcriptional target”. J. Biol. Chem. 280 (13): 12935—43. PMID 15659406. doi:10.1074/jbc.M409901200.
- Zhang Y; Wolf-Yadlin A; Ross PL;  . (2005). „Time-resolved mass spectrometry of tyrosine phosphorylation sites in the epidermal growth factor receptor signaling network reveals dynamic modules”. Mol. Cell Proteomics. 4 (9): 1240—50. PMID 15951569. doi:10.1074/mcp.M500089-MCP200.
- Nousiainen M; Silljé HH; Sauer G;  . (2006). „Phosphoproteome analysis of the human mitotic spindle”. Proc. Natl. Acad. Sci. U.S.A. 103 (14): 5391—6. PMC 1459365 . PMID 16565220. doi:10.1073/pnas.0507066103.
- Hirano M; Zang L; Oka T;  . (2006). „Novel reciprocal regulation of cAMP signaling and apoptosis by orphan G-protein-coupled receptor GPRC5A gene expression”. Biochem. Biophys. Res. Commun. 351 (1): 185—91. PMID 17055459. doi:10.1016/j.bbrc.2006.10.016.

## Spoljašnje veze
- „GPRC5 Receptors: RAIG1”. IUPHAR Database of Receptors and Ion Channels. International Union of Basic and Clinical Pharmacology. Архивирано из оригинала 03. 02. 2015. г.